# Vol. 1 (album de Robert Charlebois)
Pour les articles homonymes, voir Volume 1.
Albums de Robert Charlebois
Vol. 2
(1966)
Vol. 1 est le premier album de Robert Charlebois, sorti en 1965.

## Titres des chansons
| 1.    | Amour immobile                 | Robert Charlebois                        | 2:25 |
| 2.    | À bout de bras                 | Pierre G. Desjardins / Robert Charlebois | 2:29 |
| 3.    | Un bouffon abordable           | Robert Charlebois                        | 2:22 |
| 4.    | Ni chanson, ni poème           | Robert Charlebois                        | 2:45 |
| 5.    | Si loin d'amour                | Robert Charlebois                        | 1:47 |
| 6.    | La boulé                       | Robert Charlebois                        | 2:24 |
| 7.    | Hommage à João Gilberto        | Robert Charlebois                        | 2:36 |
| 8.    | Pour effacer l'usage           | Robert Charlebois                        | 3:22 |
| 9.    | J'ai envie d'automne           | Robert Charlebois                        | 1:54 |
| 10.   | Au cœur des différences        | Robert Charlebois                        | 2:11 |
| 11.   | Pignons et cheminées           | Robert Charlebois                        | 2:08 |
| 12.   | Les Canayens y-s-ont ça de bon | Ernest Tremblay / Robert Charlebois      | 3:03 |
| 29:26 |                                |                                          |      |